# Курета золотовола
Куре́та золотовола (Nephelomyias pulcher) — вид горобцеподібних птахів родини тиранових (Tyrannidae). Мешкає в Андах.

## Підвиди
Виділяють три підвиди:
- N. p. bellus (Sclater, PL, 1862) — Центральні і Східні Анди в Колумбії і на північному сході Еквадору, а також Анди на південному сході Еквадору та на півночі Перу (Кахамарка);
- N. p. oblitus (Bond, J, 1943) — Анди на південному сході Перу;
- N. p. pulcher (Sclater, PL, 1861) — Західні Анди на південному заході Колумбії і на північному заході Еквадору (на південь від Пічинчи).

## Поширення і екологія
Золотоволі курети мешкають в Колумбії, Еквадорі, Перу, а також трапляються на заході Болівії (Кочабамба). Вони живуть у гірських вологих і хмарних лісах. Зустрічаються на висоті від 1400 до 3050 м над рівнем моря.